# Dascillus aprutianus
Dascillus aprutianus is een keversoort uit de familie withaarkevers (Dascillidae). De wetenschappelijke naam van de soort is voor het eerst geldig gepubliceerd in 1936 door Depoli.